# نوفا أوليمبيا، بارانا
نوفا أوليمبيا، بارانا بلدية في ولاية بارانا في المنطقة الجنوبية من البرازيل.